# Гордеевский сельсовет
Гордеевский сельсовет — муниципальное образование со статусом сельского поселения и административно-территориальное образование в Троицком районе Алтайского края России. Административный центр — посёлок Гордеевский.

## Население
| 1997  | 1998  | 1999  | 2000  | 2001  | 2002  |
| ----- | ----- | ----- | ----- | ----- | ----- |
| 2359  | ↘2318 | ↘2246 | ↘2231 | ↗2267 | ↘2201 |
| 2003  | 2004  | 2005  | 2006  | 2007  | 2008  |
| ↘2113 | ↗2183 | ↘1801 | ↗1918 | ↘1869 | ↘1757 |
| 2009  | 2010  | 2011  | 2012  | 2013  | 2014  |
| ↘1685 | ↗1798 | ↘1793 | ↘1763 | ↘1741 | ↘1714 |
| 2015  | 2016  | 2017  | 2018  | 2019  | 2020  |
| ↘1662 | ↗1665 | ↘1656 | ↗1658 | ↘1600 | ↘1582 |
| 2021  |       |       |       |       |       |
| ↘1557 |       |       |       |       |       |

По результатам Всероссийской переписи населения 2010 года, численность населения муниципального образования составила 1798 человек, в том числе 825 мужчин и 973 женщины. Оценка Росстата на 1 января 2012 года — 1763 человека.

## Населённые пункты
В состав сельского поселения входит 3 населённых пункта:
- посёлок Гордеевский,
- посёлок Клюквенный,
- посёлок Октябрьский.

В 2012 г. упразднён посёлок Раздольный.